# 1985 en architecture
| Années de l'architecture : 1982 - 1983 - 1984 - 1985 - 1986 - 1987 - 1988    |
| Décennies de l'architecture : 1950 - 1960 - 1970 - 1980 - 1990 - 2000 - 2010 |

Cet article présente les faits marquants de l'année 1985 en architecture.

## Réalisations
- Création de la Géode dans le parc de la Villette à Paris.
- Inauguration du James R. Thompson Center à Chicago.

## Récompenses
- Prix de l'Équerre d'argent : Édith Girard, pour 111 logements Quai de la Loire à Paris, sur le canal de l'Ourcq.
- Grand prix national de l'architecture : Michel Andrault, Pierre Parat.
- Prix Pritzker : Hans Hollein.
- Médaille Alvar Aalto : Tadao Ando.

## Naissances
- x

## Décès
- 26 septembre : Pierre Dufau (° 21 juin 1908).
- André Minangoy, architecte français (° 1905).